# Cremastus abruptus
Cremastus abruptus är en stekelart som beskrevs av Dasch 1979. Cremastus abruptus ingår i släktet Cremastus och familjen brokparasitsteklar. Inga underarter finns listade i Catalogue of Life.